# 小笠原恵子
小笠原 恵子（おがさわら けいこ、女性、1979年9月16日 - ）は、日本のプロボクサー。埼玉県川越市出身。トクホン真闘ボクシングジム所属。階級はフライ級。

## 来歴
生まれつき耳が聞こえず、小中学校は普通学級だったものの、高校は聾学校に通っていた。
卒業後は、職を転々とした後、歯科技工士として勤務する傍ら、真闘ジムに入門しプロとなる。
2010年7月27日、村瀬生恵戦でデビュー。1回KO勝利を飾る。
9月22日、半谷美里と対戦して、2-0判定勝利。
2011年2月15日、塚下真理に1回TKO負け。
2013年3月19日、2年ぶりの試合として川口美里に1回TKO勝利で再起。

## 戦績
- 3戦 2勝 1KO 1敗

| 戦           | 日付          | 勝敗 | 時間    | 内容    | 対戦相手        | 国籍 | 備考           |
| ------------ | ------------- | ---- | ------- | ------- | --------------- | ---- | -------------- |
| 1            | 2010年7月27日 | 勝利 | 1R 1:52 | KO      | 村瀬生恵(KS)    | 日本 | プロデビュー戦 |
| 2            | 2010年9月22日 | 勝利 | 4R      | 判定2-0 | 半谷美里(山木)  | 日本 |                |
| 3            | 2011年2月15日 | 敗北 | 1R 1:54 | TKO     | 塚下真理(HEIWA) | 日本 |                |
| 4            | 2013年3月19日 | 勝利 | 1R 0:30 | TKO     | 川口美里(中日)  | 日本 |                |
| テンプレート |               |      |         |         |                 |      |                |

## 著書
- 「負けないで!」（創出版、2011年5月30日）

## 小笠原恵子を取り上げたメディア
- NHK「土曜スポーツタイム（アナザーストーリー）」（2010年7月31日）
- 読売新聞朝刊社会面（2011年1月5日）
- 荒川ケーブルテレビ「小笠原恵子特集」（2011年4月4日-10日）
- 朝日新聞生活面（2011年7月31日）
- テレビ朝日系「情報満載ライブショー モーニングバード!」（2012年3月23日放送）
- 映画「ケイコ 目を澄ませて」（2022年公開）[2]
「負けないで!」を原案としている。